# Рамаз Шенгелия
Рамаз Шенгелия (на грузински: რამაზ შენგელია; на руски: Рамаз Шенгелия) е съветски футболист. Почетен майстор на спорта на СССР (1981).

## Кариера
Роден в Кутаиси, Шенгелия започва кариерата си в Торпедо Кутаиси през 1973 г. Прекарва четири сезона в клуба, отбелязвайки 29 гола в 75 мача в Съветската първа лига. Става голмайстор на клуба два пъти.
След успешното си представяне във втория най-силен отбор в Грузинска ССР, той е трансфериран в Динамо Тбилиси през 1977 г.
Шенгелия се оттегля от футбола през 1988 г., но една година по-късно се присъединява към шведския клуб ИФК Холмсунд със своя съотборник Тенгиз Сулаквелидзе. Холмсунд се състезава във второто ниво на шампионата. По време на единствения си сезон с клуба, Шенгелия вкарва 2 гола в 13 мача.
Умира от сърдечен удар на 21 юни 2012 г., в местността Церовани, на 15 км от Тбилиси.

## Отличия

### Отборни
Динамо Тбилиси
- Съветска Висша лига: 1978
- Купа на СССР по футбол: 1979
- Купа на носителите на купи: 1981